# العلاقات الأوكرانية الكندية
العلاقات الأوكرانية الكندية هي العلاقات الثنائية التي تجمع بين أوكرانيا وكندا.

## مقارنة بين البلدين
هذه مقارنة عامة ومرجعية للدولتين:
| وجه المقارنة                                              | أوكرانيا                                   | كندا                     |
| --------------------------------------------------------- | ------------------------------------------ | ------------------------ |
| المساحة (كم2)                                             | 603.63 ألف                                 | 9.98 مليون               |
| عدد السكان (نسمة)                                         | 45.55 مليون                                | 35.70 مليون              |
| الكثافة السكانية (ن./كم²)                                 | 75.46                                      | 3.58                     |
| العاصمة                                                   | كييف                                       | أوتاوا                   |
| اللغة الرسمية                                             | اللغة الأوكرانية                           | لغة إنجليزية، لغة فرنسية |
| العملة                                                    | هريفنا أوكرانية، كاربوفانيتس، روبل سوفييتي | دولار كندي               |
| الناتج المحلي الإجمالي (بليون دولار)                      | 112.15 مليار                               | 1.65 تريليون             |
| الناتج المحلي الإجمالي (تعادل القوة الشرائية) بليون دولار | 352.98 مليار                               | 1.59 تريليون             |
| الناتج المحلي الإجمالي الاسمي للفرد دولار أمريكي          | 2.11 ألف                                   | 43.25 ألف                |
| الناتج المحلي الإجمالي للفرد دولار أمريكي                 | 8.66 ألف                                   | 45.07 ألف                |
| مؤشر التنمية البشرية                                      | 0.747                                      | 0.913                    |
| رمز المكالمات الدولي                                      | +380                                       | +1                       |
| رمز الإنترنت                                              | .ua، .укр ‏                                 | .ca                      |
| المنطقة الزمنية                                           | ت ع م+02:00، ت ع م+03:00، توقيت شرق أوروبا |                          |

## مدن متوأمة
في ما يلي قائمة باتفاقيات التوأمة بين مدن أوكرانية وكندية:
- ترتبط تشيرنوفتسي مع ساسكاتون باتفاقية توأمة منذ 14 أكتوبر 2012.[15][15][15][15]
- ترتبط أوديسا مع فانكوفر باتفاقية توأمة منذ 1968.[16][16][16][16]
- ترتبط لفيف مع وينيبيغ باتفاقية توأمة منذ 1989.[17][17][17][18]
- ترتبط كييف مع تورونتو باتفاقية توأمة منذ 1995.[19][19][20][21]

## منظمات دولية مشتركة
يشترك البلدان في عضوية مجموعة من المنظمات الدولية، منها:
| علم المنظمة | اسم المنظمة                               | تاريخ انضمام أوكرانيا | تاريخ انضمام كندا |
| ----------- | ----------------------------------------- | --------------------- | ----------------- |
|             | مؤسسة التنمية الدولية                     | 27 مايو 2004          | 24 سبتمبر 1960    |
|             | الأمم المتحدة                             | 24 أكتوبر 1945        | 9 نوفمبر 1945     |
|             | منظمة التجارة العالمية                    | 16 مايو 2008          | ?                 |
|             | منظمة الأمن والتعاون في أوروبا            | 30 يناير 1992         | 25 يونيو 1973     |
|             | المنظمة الهيدروغرافية الدولية             | ?                     | ?                 |
|             | وكالة ضمان الاستثمار متعدد الأطراف        | 19 يوليو 1994         | 12 أبريل 1988     |
|             | اتفاقية السماوات المفتوحة                 | ?                     | ?                 |
|             | منظمة الشرطة الجنائية الدولية             | ?                     | ?                 |
|             | مجموعة أستراليا                           | 2005                  | 1985              |
|             | المركز الدولي لتسوية المنازعات الاستشارية | 7 يوليو 2000          | 1 ديسمبر 2013     |
|             | الاتحاد الدولي للاتصالات                  | 7 مايو 1947           | 1 يوليو 1908      |
|             | الفريق المعني برصد الأرض                  | ?                     | ?                 |
|             | البنك الدولي للإنشاء والتعمير             | 3 سبتمبر 1992         | 27 ديسمبر 1945    |
|             | الاتحاد البريدي العالمي                   | ?                     | ?                 |
|             | منظمة حظر الأسلحة الكيميائية              | ?                     | ?                 |
|             | مؤسسة التمويل الدولية                     | 18 أكتوبر 1993        | 20 يوليو 1956     |
|             | نظام تحكم تكنولوجيا القذائف               | 1998                  | 1987              |
|             | مجموعة الموردين النوويين                  | ?                     | ?                 |
|             | يونسكو                                    | 12 مايو 1954          | 4 نوفمبر 1946     |

## أعلام
هذه قائمة لبعض الشخصيات التي تربطها علاقات بالبلدين:
- ألبرت باندورا (4 ديسمبر 1925[30] – )
- أليكس تريبيك (ممثل أداء صوتي أمريكي، 22 يوليو 1940 – )
- تاتيانا ماسلاني (ممثلة كندية، 22 سبتمبر 1985 – )
- جو شوستر (10 يوليو 1914[31][32][33] – 30 يوليو 1992[31][32][33])
- جون كاندي (31 أكتوبر 1950[34][35][36] – 4 مارس 1994[34][35][36])
- جيل هينيسي (ممثلة كندية، 25 نوفمبر 1968[37][38] – )
- روبرتا بوندار (4 ديسمبر 1945[39] – )
- غرايمس (مغنيه كنديه، 17 مارس 1988 – )
- غريغ روزيدسكي (لاعب كرة مضرب من المملكة المتحدة، 6 سبتمبر 1973 – )
- كاثرين وينيك (17 ديسمبر 1977 – )
- كيلي أولينيك (لاعب كرة سلة كندي، 19 أبريل 1991 – )
- نيكي بنز (11 ديسمبر 1981 – )

## وصلات خارجية
- موقع وزارة الخارجية الأوكرانية
- موقع وزارة الخارجية الكندية